# Ligne Zhonghe-Xinlu
 (décembre 2019).
Si vous disposez d'ouvrages ou d'articles de référence ou si vous connaissez des sites web de qualité traitant du thème abordé ici, merci de compléter l'article en donnant les références utiles à sa vérifiabilité et en les liant à la section « Notes et références ».
La Ligne Zhonghe-Xinlu (chinois : 中和新蘆線, anglais : Zhonghe–Xinlu line) ou Ligne Orange (code O) est une ligne de métro à Taipei opérée par Taipei metro. Elle est nommée d’après les districts qu’elle connecte : Zhonghe, Xinzhuang et Luzhou. La ligne part de Nanshijiao à Zhonghe, traverse le centre de Taipei puis se sépare en deux branches : la première va jusqu’à Huilong à Xinzhuang, et l’autre à Luzhou.
La section sud entre Nanshijiao et Guting ouvre en 1998. A cause d’un fort trafic routier dans les districts de Luzhou et Sanchong pour rejoindre le centre de Taipei, une ligne de métro est planifiée pour désengorger l’entrée de la capitale. Cette ligne est composée de deux branches connectées à Guting. Elle a ouvert en 2012.

## Histoire
La construction de la ligne Zhonghe débute en juin 1992. Il s’agit de la réalisation la plus difficile de tout le métro de Taipei. Les tunnels s’étendant sous la zone Zhonghe-Yonghe doivent traverser des rues étroites, des gratte-ciels et des quartiers surpeuplés, avec un espace limité pour les stations de métro en surface. Cela a conduit à un engorgement du trafic routier quand la construction des stations par la méthode des tranchées a débuté. Outre les difficultés rencontrées lors de la traversée du fleuve, les travaux ont dû faire face à des poches de biogaz près du front de mer. A la fin des travaux, la ligne Zhonghe est devenue la plus chère à construire de tout le métro de Taïpei, avec un prix de 6,249 millions de dollars taïwanais par kilomètre.
Depuis que la ligne a ouvert au public le 24 décembre 1998, elle est devenue le plus important moyen d’accès au centre-ville de Taïpei pour près d’un demi-million de travailleurs.
En 2002, la construction des deux branches Luzhou et Xinzhuang commence, dans ce qui est alors la phase II du développement du métro.
Le 15 janvier 2011, Dongmen Station était toujours en construction alors que les rails pour la section de Zhongxiao Xinsheng à Guting, passant par cette gare, avaient déjà était posés. Il a été envisagé d’ouvrir la ligne sans desservir les stations de Dongmen et Guting, dans un premier temps. Finalement, la station ouvre au public le 30 septembre 2012, en même temps que le nouveau tronçon.
Le 5 janvier 2012, une nouvelle portion de ligne de 8,2 kilomètres de Daqiaotou à Fu Jen University ouvre, attirant 82.000 passagers son premier jour d’exploitation.

## Stations
| Code | Nom anglais                 | Nom chinois | District           | Branche    | Temps de trajet entre les stations | Temps d'arrêt à la station | Date d'ouverture | Notes                                              |
| ---- | --------------------------- | ----------- | ------------------ | ---------- | ---------------------------------- | -------------------------- | ---------------- | -------------------------------------------------- |
| O01  | Nanshijiao                  | 南勢角      | Zhonghe            | Principale | n/a                                | n/a                        | 24/12/1998       |                                                    |
| O02  | Jingan                      | 景安        | Zhonghe            | Principale | 103                                | 25                         | 24/12/1998       | Correspondance planifiée avec la Ligne Circulaire  |
| O03  | Yongan Market               | 永安市場    | Yonghe, Zhonghe    | Principale | 88                                 | 25                         | 24/12/1998       |                                                    |
| O04  | Dingxi                      | 頂溪        | Yonghe             | Principale | 100                                | 25                         | 24/12/1998       |                                                    |
| O05  | Guting                      | 古亭        | Daan, Zhongzheng   | Principale | 187                                | 40                         | 24/12/1998       | Correspondance avec la ligne Songshan-Xindian      |
| O06  | Dongmen                     | 東門        | Daan, Zhongzheng   | Principale | 192                                | 35                         | 30/09/2012       | Correspondance avec la ligne Tamsui-Xinyi          |
| O07  | Zhongxiao Xinsheng          | 忠孝新生    | Daan, Zhongzheng   | Principale | 118                                | 35                         | 03/11/2010       | Correspondance avec la ligne Bannan                |
| O08  | Songjiang Nanjing           | 松江南京    | Zhongshan          | Principale | 114                                | 35                         | 03/11/2010       | Correspondance avec la ligne Songshan-Xindian      |
| O09  | Xingtian Temple             | 行天宮      | Zhongshan          | Principale | 75                                 | 35                         | 03/11/2010       |                                                    |
| O10  | Zhongshan Elementary School | 中山國小    | Zhongshan          | Principale | 89                                 | 35                         | 03/11/2010       |                                                    |
| O11  | Minquan West Road           | 民權西路    | Datong, Zhongshan  | Principale | 72                                 | 45                         | 03/11/2010       | Correspondance avec la ligne Tamsui-Xinyi          |
| O12  | Daqiaotou                   | 大橋頭      | Datong             | Principale | 75                                 | 35                         | 03/11/2010       |                                                    |
| O13  | Taipei Bridge               | 台北橋      | Sanchong           | Huilong    | 115                                | 25                         | 05/01/2012       |                                                    |
| O14  | Cailiao                     | 菜寮        | Sanchong           | Huilong    | 93                                 | 25                         | 05/01/2012       |                                                    |
| O15  | Sanchong                    | 三重        | Sanchong           | Huilong    | 84                                 | 25                         | 05/01/2012       | Correspondance avec la ligne d'aéroport de Taoyuan |
| O16  | Xianse Temple               | 先嗇宮      | Sanchong           | Huilong    | 142                                | 25                         | 05/01/2012       |                                                    |
| O17  | Touqianzhuang               | 頭前庄      | Xinzhuang          | Huilong    | 105                                | 25                         | 05/01/2012       | Correspondance planifiée avec la Ligne Circulaire  |
| O18  | Xinzhuang                   | 新莊        | Xinzhuang          | Huilong    | 93                                 | 25                         | 05/01/2012       |                                                    |
| O19  | Fu Jen University           | 輔大        | Xinzhuang          | Huilong    | 130                                | 25                         | 05/01/2012       |                                                    |
| O20  | Danfeng                     | 丹鳳        | Xinzhuang, Taishan | Huilong    | 110                                | 25                         | 29/06/2013       |                                                    |
| O21  | Huilong                     | 迴龍        | Guishan, Xinzhuang | Huilong    | 159                                | n/a                        | 29/06/2013       | Terminus de la branche Huilong                     |
| O50  | Sanchong Elementary School  | 三重國小    | Sanchong           | Luzhou     | 148                                | 30                         | 03/11/2010       | Connecté à Daqiaotou                               |
| O51  | Sanhe Junior High School    | 三和國中    | Sanchong           | Luzhou     | 104                                | 30                         | 03/11/2010       |                                                    |
| O52  | St Ignatius High School     | 徐匯中學    | Luzhou             | Luzhou     | 82                                 | 30                         | 03/11/2010       |                                                    |
| O53  | Sanmin Senior High School   | 三民高中    | Luzhou             | Luzhou     | 87                                 | 30                         | 03/11/2010       |                                                    |
| O54  | Luzhou                      | 蘆洲        | Luzhou             | Luzhou     | 110                                | n/a                        | 03/11/2010       | Terminus de la branche Luzhou                      |